# Движение медитации прозрения
Движение Випассана, также называемое Движением медитации прозрения и Американским движением випассана, относится к ветви современного бирманского буддизма Тхеравады, получившей широкое распространение с 1950-х годов, и к его западным производным, которые были популяризированы с 1970-х годов.
Бирманское движение випассана берёт свое начало в XIX веке, когда буддизм Тхеравады попал под влияние западного модернизма и некоторые монахи пытались восстановить буддийскую практику медитации. Основываясь на комментариях, Леди Саядо популяризировал медитацию випассаны среди мирян, обучая саматхе и делая упор на практике сатипаттханы для обретения випассаны (постижения) трёх характеристик бытия как основного средства, чтобы достичь начала пробуждения и войти в поток.
Медитация была широко популяризирована в XX веке в традиционных странах Тхеравады Махаси-саядо, который представил «новый бирманский метод сатипаттханы». Движение также обрело большое количество последователей на западе благодаря европейцам, которые изучили випассану у Махаси Саядо, С. Н. Гоенки и других бирманских учителей. Некоторые также обучались у тайских буддийских наставников, которые более критически относятся к комментаторской традиции и подчёркивают необходимость совместной практики саматхи и випассаны.
К Американскому движению випассаны принадлежат современные американские буддийские учителя, такие как Джозеф Голдстейн, Тара Брач, Гил Фронсдал, Шэрон Зальцберг, Рут Денисон и Джек Корнфилд.
Большинство этих учителей сочетают строгий бирманский подход с тайским, а также с другими буддийскими и небуддийскими учениями и практиками, поскольку используют широкий диапазон методов обучения и критически подходят к буддийским источникам. И хотя Новый бирманский метод строго основан на Абхидхамме Тхеравады и Висуддхимагге, западные учителя, как правило, базируют свою практику также на личном опыте и сутрах, к текстам которых они подходят критически.
Недавнее развитие, по мнению некоторых западных буддологов, заключается в понимании того, что дхьяна, описанная в никаях, — это не форма медитации сосредоточения, а тренировка в повышенной осознанности и невозмутимости, которая составляет кульминацию буддийского пути. Ни один из известных и авторитетных учёных-монахов, похоже, не согласен с этим предположением.

## История
Считается, что к X веку випассана больше не практиковалась в традиции Тхеравады из-за распространения убеждённости в то, что буддизм выродился, и что освобождение недостижимо до прихода Майтрейи. Большинство тхеравадинов и преданных буддистов других традиций, включая монахов и монахинь, сосредоточились на культивировании нравственного поведения, сохранении учения Будды (дхармы) и обретении хорошей кармы, которая возникает благодаря щедрым пожертвованиям.
Интерес к медитации заново возник в Мьянме  в XVIII веке благодаря монаху Медави (1728—1816), который написал руководство по випассане. Реальная практика медитации возобновилась в странах Тхеравады в XIX и XX веках, были разработаны упрощённые техники медитации, основанные на Сатипаттхана сутте, Висуддхимагге и других текстах, подчеркивающих сатипаттхану и чистое постижение.
В XIX и XX веках традиция Тхеравады в Бирме, Таиланде и Шри-Ланке в ответ на западный колониализм претерпела обновление. Она стала объединяющей силой в борьбе против западной гегемонии, встав на защиту традиционных ценностей и культуры. Но она также претерпела изменения, благодаря использованию палийских священных писаний для узаконивания этих реформ. Как ни парадоксально, Палийский канон стал широко доступным благодаря интересу Запада к этим текстам и публикациям Общества палийских текстов. Большую роль также сыграло Теософское общество, которое искало в Юго-Восточной Азии древнюю мудрость и стимулировало интерес местных жителей к своей собственной культуре. Теософское общество основало на Шри-Ланке буддийскую организацию, независимую от традиционных храмов и монастырей. Эти события пробудили интерес к медитации, в то время как основной практикой в буддийских храмах оставалась декламация текстов.
В XX веке в странах Тхеравады сильно выросло участие мирян в религиозной жизни и в конце концов этот интерес проник на Запад. Наибольшим влиянием пользовался «новый бирманский метод» практики випассаны, разработанный У Нарадой (1868–1955) и популяризированный Махаси-саядо (1904–1982). Эта практика была направлена на вхождение в поток, базируясь на идее, что этот первый этап гарантирует будущее развитие человека на пути к полному пробуждению, несмотря на период упадка, в котором мы живем. Этот метод распространился по Южной и Юго-Восточной Азии, Европе и Америке и стал синонимом випассаны.
Аналогичным образом события развивались в Таиланде, где буддийской ортодоксии бросили вызов монахи, стремившиеся возродить практику медитации, основанную на Сутта-питаке. В отличие от бирманских учителей випассаны, тайские учителя преподавали випассану вкупе с саматхой. Практические и доктринальные различия продолжают горячо обсуждаться в тхеравадинских сообществах Юго-Восточной Азии.
С 1980-х годов движение випассаны уступило место в значительной степени секуляризированной практике «осознанности», уходящей корнями в дзен, и затмило популярность медитации випассаны. В последнем подходе осознанность, понимаемая как «осознание, возникающее при направленном внимании, в настоящий момент и без оценочного суждения», является центральной практикой вместо випассаны.

## Техники медитации

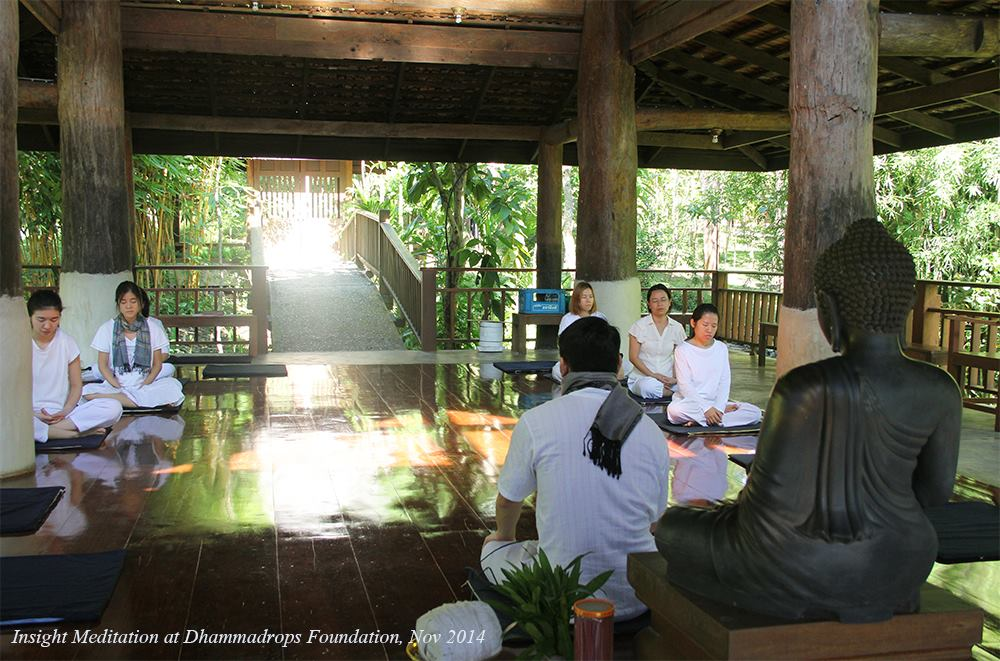
Практика инсайт-медитации в Дхаммадропс Фаундейшн, Чиангмай

Движение випассаны подчёркивает использование метода для постижения трёх признаков существования в качестве основного средства для обретения мудрости и начала пробуждения и вхождения в поток или даже для достижения полного освобождения. Практики основаны на Сатипаттхана сутте, Висуддхимагге и других текстах, подчеркивающих осознанность и чистое постижение.

## Бирма

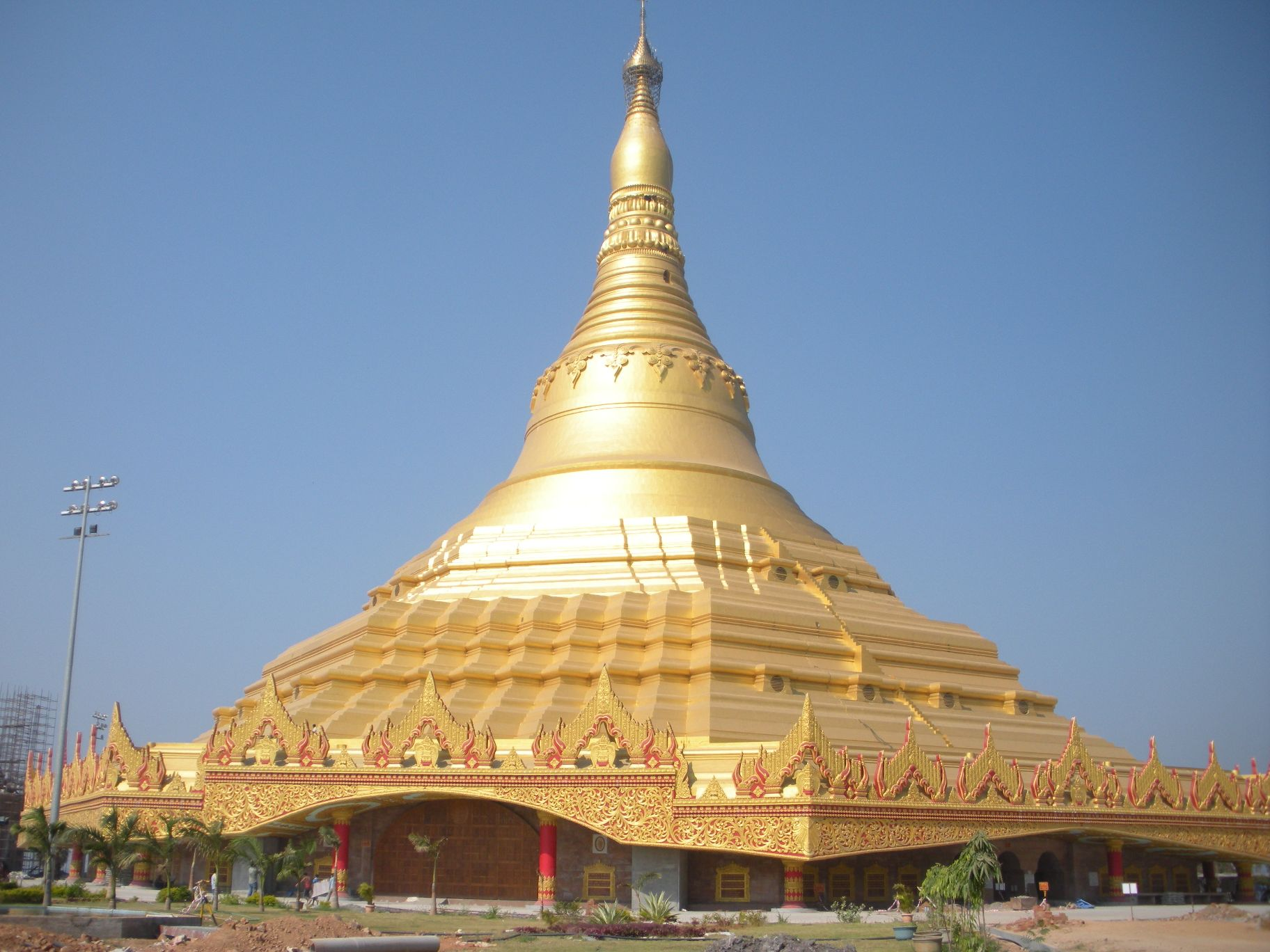
Пагода мировой випассаны в бирманском стиле в Мумбаи, где медитация Випассана преподается в традициях Ба Кхина.

Современный бирманский буддизм Тхеравады — один из главных созидающих основ современной практики випассаны, обретшей популярность с 1950-х годов.

### Леди Саядо
Леди Саядо (1846—1923) подготовил почву для популяризации медитации среди мирян, заново представив практику медитации, основанную на Абхидхамме.

### С. Н. Гоенка
С. Н. Гоенка (1924—2013) был известным индийским учителем-мирянином в линии Леди, которого обучал Саяджи У Ба Кхин (1899—1971). Согласно С. Н. Гоенке, техника випассаны по своему характеру несектантская и имеет универсальное применение. Чтобы практиковать эти виды медитации, не нужно становиться буддистом. Центры медитации, обучающие випассане, популяризированной С. Н. Гоенкой, сейчас существуют в Непале, Индии, других частях Азии, Северной и Южной Америке, Европе, Австралии, на Ближнем Востоке и в Африке. В традиции Гоенки практика випассаны фокусируется на глубокой взаимосвязи между умом и телом, которую можно испытать напрямую, дисциплинированно уделяя внимание формирующим жизнь тела физическим ощущениям, которые постоянно пересекаются и обусловливают жизнь ума. Практика обычно преподается на 10-дневных ретритах. 3 дня отводятся медитации анапанасати, предназначенной для повышения стабильности и фокусировке внимания.  Остальное время посвящено випассане в форме практики «движения тела», в ходе которой медитирующий в уме исследует своё тело, обращая внимание на различные возникающие ощущения, но не реагируя на них. По словам Бхиккху Аналайо, «эта форма медитации к настоящему времени стала, вероятно, наиболее широко распространённой формой медитации прозрения во всем мире».

### Другие учителя
Рут Денисон (1922—2015) была еще одним старшим преподавателем метода У Ба Кхина. Анагарика Муниндра учился как у С. Н. Гоенки, так и у Махаси-саядо, и объединил обе линии. Дипа Ма была его ученицей.

### Метод Махаси («Новый бирманский метод»)

#### Учителя
«Новый бирманский метод» был разработан У Нарадой (1868–1955) и популяризирован его учеником Махаси Саядо (1904–1982). Он был представлен на Шри-Ланке в 1939 году, но получил распространение в 1950-х годах с прибытием в страну бирманских монахов. Метод распространился среди мирян, но также подвергся резкой критике из-за пренебрежения саматтой. Большинство старших западных учителей випассаны (Гольдштейн, Корнфилд, Зальцберг) учились у Махаси-саядо и его ученика Саядо У Пандита. Ньянапоника Тхера (1901—1994) был рукоположен в пятидесятые годы и вызвал интерес к випассане своими публикациями. Выдающийся учитель Бхиккху Бодхи — ученик Ньянапоники.
Аджан Тонг был тайским мастером, который некоторое время учился у Махаси Саядо, а затем вернулся на родину и основал свою собственную линию випассаны в Чом Тонге.

#### Практика
«Новый бирманский метод» подчеркивает достижение випассаны, прозрения, посредством практики сатипаттханы, уделяя пристальное внимание происходящим изменениям в теле и уме. Гил Фронсдал пишет, что важной особенностью «Подхода Махаси» является отказ от традиционной предварительной практики фиксированной концентрации или успокоения (аппана самадхи, шаматха). Вместо этого медитатор практикует випассану исключительно в интенсивные периоды безмолвных ретритов, которые могут длиться несколько месяцев с ежедневной медитацией с 3:00 до 23:00. Двумя ключевыми элементами метода Махаси для развития осознанности являются тщательная отметка непосредственного опыта вместе с культивированием высокого уровня постоянной концентрации, известного как «сиюминутная концентрация»(кханика самадхи).
Ньянапоника Тхера ввел термин «чистое внимание» для практики внимательности «Нового бирманского метода». Тем не менее, Роберт Х. Шарф отмечает, что буддийская практика направлена на достижение «правильного воззрения», а не только на «чистое внимание». Новая доктрина не требовала соблюдения строгих этических норм (в частности, монашества) и обещала удивительно быстрые результаты. Подобное стало возможным благодаря интерпретации сати как состояния «чистого сознания» — неопосредованного, неосуждающего восприятия вещей такими, «какие они есть», не подверженного влиянию предшествующих психологических, социальных или культурных условностей. Такое понятие осознанности по ряду аспектов расходится с традиционной буддийской эпистемологией. Традиционные буддийские практики больше ориентированы на приобретение «правильного взгляда» и правильной этической проницательности, чем на «отсутствие взгляда» и безоценочное восприятие.

### Прочие бирманские учителя

#### Могок-саядо
Могок-саядо (1899—1962) учил важности осознания того, чтобы замечать «возникновение» и «исчезновение» всего опыта в качестве способа постижения непостоянства. Могок Саядо подчеркнул важность правильного понимания и того, что медитирующий должен изучить теорию взаимозависимого происхождения при занятиях випассаной. Метод випассаны Могока фокусируется на медитации на чувства (Ведананнупассана) и медитации на состояниях ума (Читтанупассана).

#### Па-Аук-саядо
Метод этого учителя во многом основан на Висуддхимагге, классическом руководстве по медитации Тхеравады. Он способствует широкому развитию четырёх дхьян. Элемент постижения основан на изучении тела путём наблюдения за четырьмя элементами (земля, вода, огонь и ветер) посредством ощущений твердости, тяжести, тепла и движения. По методу Па-Аук Саядо работают такие западные учителя, как Шайлу Кэтрин, Стивен Снайдер и Тина Расмуссен.

## США и западный мир
С начала 1980-х годов медитация прозрения становится всё более популярной в западном мире и начинает представлять собой синтез различных практик и исторического контекста, с растущим пониманием корней и доктринальной основы, а также с введением современных традиций. Важным достижением является популяризация осознанности как самостоятельной техники.

### Становление

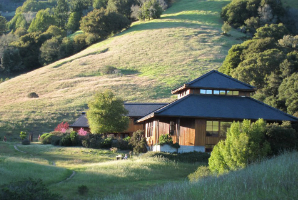
Центр медитации Spirit Rock, основанный Корнфилдом в 1987 году

В 1974 году Джек Корнфилд и Джозеф Голдстейн провели серию лекций в Университете Наропа и в течение двух последующих лет совместно провели серию ретритов. Занятия были смоделированы на основе 10- и 30-дневных ретритов Гоенка, но преподаваемая техника была основана на практике Махаси Саядо (с включением медитации Метта). В 1976 году Корнфилд и Голдстейн вместе с Шэрон Зальцберг и Жаклин Шварц основали Общество медитации прозрения в Барре, штат Массачусетс, а следом родственный ему центр медитации Спирит Рок в округе Марин, Калифорния.

### Новые разработки
Корнфилд и близкие ему учителя склонны преуменьшать значение религиозных элементов буддизма, таких как «ритуалы, декламация и совершение действий, позволяющих накопить заслуги, а также доктринальные исследования», и сосредотачиваются на медитативной практике.
Некоторые учителя придерживаются строгого «бирманского подхода», в котором медитация приравнивается к медитации касина (сосредоточение), а випассана является главной целью. Другие, такие как Тханиссаро Бхикку, обучавшийся в Таиланде, критикуют бирманскую ортодоксию и пропагандируют интегрированный подход, в котором саматха и випассана развиваются в тандеме. Корнфилд, прошедший обучение в Бирме и Таиланде, также поддерживает интеграцию. Основная критика бирманского метода заключается в том, что он опирается на комментаторскую литературу, в которой випассана отделена от саматхи, а дхьяна приравнивается к медитации сосредоточения. Тханиссаро Бхикку подчеркивает тот факт, что метод касины рассматривается в суттах незначительно, а упор делается преимущественно на дхьяне. В суттах саматха и випассана — это качества ума, которые развиваются вместе.
Новаторские исследования ранней буддийской медитации были проведены Бронкхорст, Веттером, Гетином и Уинном, которые утверждали, что дхьяна, возможно, была основной практикой раннего буддизма не в форме медитации концентрации, а интегрированным методом, приводящим к осознанной внимательности к объектам, при сохранении к ним беспристрастности. Полак, развивая идеи Веттера, отмечает, что наступление первой дхьяны описывается как вполне естественный процесс из-за предшествующих усилий по обузданию чувств и воспитанию здоровых состояний. Недавно Керен Арбель, развивая мысли, изложенные в книгах Бронкхорст, Веттера и Гетина, утверждал, что внимательность, дхьяна, саматха и випассана образуют единое целое, ведущее к бдительному, радостному и сострадательному состоянию ума и тела. Полак и Арбель, вслед за Гетином, далее отмечают «определенное сходство» между четырьмя дхьянами и боджхангой, семью факторами пробуждения.

### Внимательность
«Чистое внимание», пропагандируемое в Новом бирманском методе, было популяризировано как осознанность, начиная с концепции снижения стресса на основе осознанности (MBSR) Джона Кабата Зинна, разработанной в конце 1970-х годов, и заканчивая, когнитивной терапией на основе осознанности (MBCT) и обезболиванием на основе осознанности (MBPM).

## Выдающиеся женщины-учителя
Женщины были весьма заметными учителями в движении випассаны. Хотя формальная традиция випассаны Тхеравады поддерживалась почти исключительно бхикшу (буддийскими монахами-мужчинами), бхикшуни и мирянки играли важные роли, несмотря на то, что упоминания о них практически отсутствуют в исторических записях. Эти наставницы и практикующие расширяют рамки випассаны, включая в неё изменчивость женского тела и его врожденные возможности для просветления через физиологические циклы и эмоции, связанные с замужеством, бездетностью, деторождением, утратой детей и вдовства.

### Дипа Ма
Современная бангладешская учительница Дипа Ма, ученица Анагарики Муниндры, была одной из первых азиатских женщин, которых пригласили преподавать в Америке. Будучи мирянкой, овдовевшая мать-одиночка Дипа Ма служила примером освобождения и учила випассане не только в ходе ретритов, но и в повседневной жизни. Её послание женщинам и мужчинам заключалось в том, что им не нужно покидать семью, чтобы достичь высоких состояний духовного осознания, кроме того, учила радикальной инклюзивности. Она поощряла женщин, у которых были маленькие дети, практиковать випассану через повседневные материнские заботы. Однажды она сказала Джозефу Гольдштейну, что «женщины имеют преимущество перед мужчинами, потому что у них более гибкий ум... Мужчинам может быть трудно понять это, потому что они мужчины». Когда её спросили, есть ли надежда для мужчин, она ответила: «Будда был мужчиной, и Иисус был мужчиной. Так что у вас есть надежда». После каждого сеанса випассаны Дипа Ма рекомендовала практиковать медитацию любящей доброты.

## Випассана в тюрьмах
Традиции движения випассана предлагают программы медитации в некоторых тюрьмах. В 1993 году Киран Беди, реформистски настроенный генеральный инспектор тюрем Индии, узнал об успехе випассаны в тюрьме в Джайпуре, Раджастхан. Затем в крупнейшей в Индии тюрьме Тихар недалеко от Нью-Дели был проведён десятидневный ретрит, в котором участвовали как официальные лица, так и заключённые. Начиная с 1994 года випассана преподается заключённым в тюрьме № 4 Тихара на двух десятидневных курсах каждый месяц в течение года. Утверждается, что эта программа резко изменила поведение как заключённых, так и тюремщиков. Заключённые, окончившие десятидневный курс, становились менее жестокими и имели более низкий уровень рецидивизма, по сравнению с прочими. Этот проект был зафиксирован в документальном фильме Doing Time, Doing Vipassana.

## Известные мастера
Бирма
- Бхадданта Ачинна (род. 1934)
- Леди Саядо (1846—1923) бирманский монах и мастер медитации
- Анагарика Муниндра (1915—2003)
- Сая Тхет Гьи
- Саяджи У Ба Кхин (1899—1971) бирманский мирской мастер медитации
- С. Н. Гоенка (1924—2013)
- Мохньин-саядо (1873—1964)
- Сунлун-саядо (1878—1952)
- Вебу-саядо (1896—1977)
- Аджан Наиб (1897—1983)
- Таунгпулу-саядо (1897—1986)
- Могок-саядо (1899—1962) бирманский монах и мастер медитации
- Махаси-саядо (1904—1982) бирманский монах и мастер медитаци
- Дипа Ма
- Саядо У Силананда (1927—2005) бирманский монах и мастер медитации